# Антуса (дем Метеора)
Антуса или Лепенѝца (на гръцки: Ανθούσα, до 1928 г. Λεπενίτσα, Лепеница) е село в Гърция, дем Метеора на област Тесалия. Населението му е 114 души.

## География
Лепеница се намира в Пинд, в горната част на долината на река Аспропотаму.